# Àrea marina Platja de Migjorn
Àrea marina Platja de Migjorn este o arie protejată (arie specială de conservare — SAC, sit de importanță comunitară — SCI) din Spania întinsă pe o suprafață de 2.046,02 ha, integral marine.

## Localizare
Centrul sitului Àrea marina Platja de Migjorn este situat la coordonatele 38°39′25″N 1°30′53″E / 38.657°N 1.5147°E.

## Înființare
Situl Àrea marina Platja de Migjorn a fost declarat sit de importanță comunitară în aprilie 2004 pentru a proteja 2 specii de animale. Situl a fost protejat și ca arie specială de conservare în mai 2020.

## Biodiversitate
Situată în ecoregiunile marină mediteraneană și mediteraneană, aria protejată conține 1 habitat natural: Straturi cu Posidonia (Posidonion oceanicae).
La baza desemnării sitului se află mai multe specii protejate:
- mamifere (1): delfin mare (Tursiops truncatus)
- reptile (1): Caretta caretta